# Collix promulgata
Collix promulgata là một loài bướm đêm trong họ Geometridae.